# Good Times (serie de televisión)
Good Times (traducido literalmente como Buenos tiempos o Buenos momentos) es una comedia de situación estadounidense emitida originalmente en CBS del 8 de febrero de 1974 al 1 de agosto de 1979. Fue creada por Eric Monte y Mike Evans, y desarrollada por Norman Lear, productor ejecutivo principal de la serie. Good Times es un spin off de Maude.

## Argumento

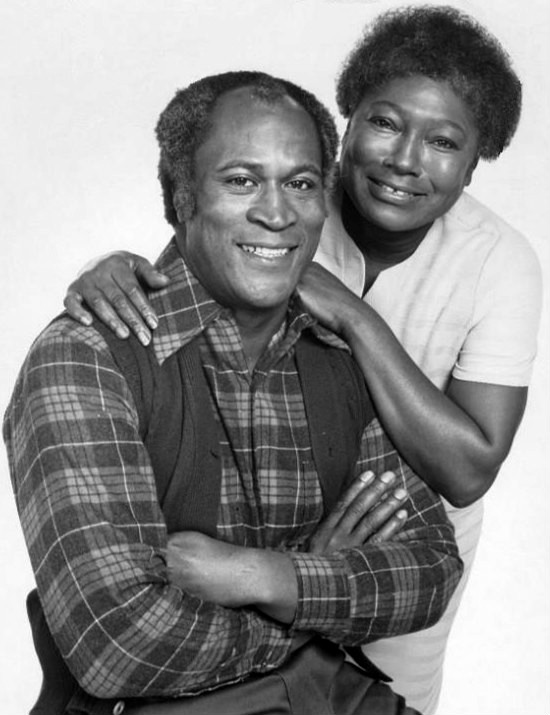
John Amos y Esther Rolle, 1974

Florida Evans y su esposo James Evans viven en Chicago en una vivienda pública en un barrio pobre con sus tres hijos, J.J., Thelma y Michael, a quienes su padre llama "los militantes medianos" por su apasionado activismo. Al principio de la serie, J.J. tiene 17 años, Thelma 16 y Michael 11. Su exuberante vecina es la mejor amiga de Florida, Willona Woods, una recién divorciada que trabaja en una boutique. Su casero es Nathan Bookman, a quien James, Willona y J.J. llaman "Buffalo Butt".

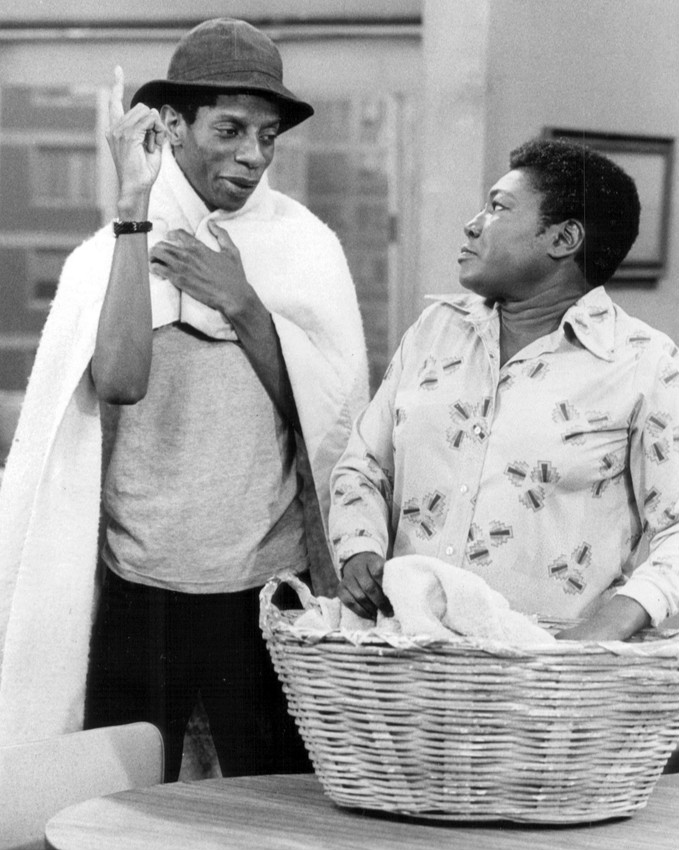
Florida y su hijo J.J., 1974

Los personajes se originaron en la serie Maude, donde Florida era la sirvienta de Maude Findlay, y su marido Henry trabajaba como bombero. Cuando los productores decidieron darle a Florida su propia serie, cambiaron retroactivamente la historia de los personajes: Henry pasó a llamarse James, no se mencionó a Maude, y la pareja vivía en Chicago en vez de en Nueva York.
Los episodios de Good Times trata sobre como los personajes intentan superar la pobreza viviendo en Chicago. James Evans suele tener al menos dos trabajos simultáneos, mayormente manuales como fregar platos, de albañil, etc. Suele estar desempleado, pero es un hombre orgulloso que no acepta caridad. Cuando debe hacerlo, intenta ganar dinero jugando al billar, aunque Florida no lo aprueba.

### Conflictos en el reparto
Se pretendía que Good Times fuera un buen programa para Esther Rolle y John Amos. Ambos esperaban que el programa tratara tópicos serios de forma cómica y que a la vez se mostraran personajes positivos con los que los espectadores se identificaran.
Sin embargo, el personaje de J.J. fue un éxito inmediato entre el público, y se convirtió en el personaje de quiebre de la serie. El frecuente uso de J.J. de la frase "Dy-no-mite!", acreditada al director John Rich, se convirtió en una frase icónica, después incluida en The 100 Greatest TV Quotes and Catch Phrases de TV Land. Rich insistió en que Walker la dijera en todos los episodios. Walker y el productor ejecutivo Norman Lear se mostraron escépticos con la idea, pero la frase y el personaje de J.J. Evans engancharon a la audiencia. Como resultado de la popularidad del personaje, los guionistas se concentraron más en las bufonadas cómicas de J.J. en lugar de en los temas serios.
A lo largo de las temporadas dos y tres, Rolle y Amos se desilusionaron cada vez más con la dirección que estaba tomando la serie, especialmente con las bufonadas estereotipadas de J.J. Aunque no tenía malos sentimientos hacia Walker, Rolle dijo claramente que no le gustaba ese personaje. En una entrevista de 1975 con la revista Ebony, ella dijo:

Tiene 18 años y no trabaja. No sabe leer ni escribir. No piensa. El programa no empezó para ser eso... Poco a poco; con la ayuda del artista, supongo, porque ellos no me harían eso a mí; hicieron a J.J. más estúpido y alargaron su papel. Las imágenes negativas se han resbalado sobre nosotros a través del personaje del hijo mayor.

Aunque de forma menos pública, Amos también mostró su insatisfacción con el personaje de J.J. y dijo:

Los guionistas preferían poner un sombrero de pollo a J.J. y hacerle hacer el tonto diciendo "DY-NO-MITE", y así podían rellenar unos cuantos minutos sin tener que escribir diálogo con sentido.

A pesar de que Amos hizo su insatisfacción menos pública, acabó siendo despedido tras la tercera temporada por desacuerdos con Norman Lear. La partida de Amos se atribuyó inicialmente a su deseo de hacer una carrera en el cine, pero en una entrevista en 1976 admitió que Lear le llamóy le dijo que no se le iba a renovar el contrato para la serie. Amor dijo: "eso es lo mismo que ser despedido". Los productores decidieron no cambiar de actor para el mismo personaje, y en su lugar, decidieron matarlo en un episodio de dos partes de la cuarta temporada, The Big Move.

### Últimas temporadas
Para el final de la cuarta temporada, Esther Rolle también se había cansado del rumbo de la serie, y decidió abandonarla. En los dos últimos episodios de la temporada, Love Has a Spot On His Lung, el personaje de Rolle se compromete con Carl Dixon, un hombre con el que empezó a salir en los episodios finales. Al principio de la quinta temporada, se revela que Florida y Carl se han casado fuera de pantalla y que se han mudado a Arizona por la salud de Carl.
Con la marcha de Amos y Rolle, Ja'net Dubois como Willona pasó a ser la protagonista, ya que se encargaba de cuidar de los hijos de los Evans que ahora vivían solos. En la quinta temporada se unió al reparto Janet Jackson como Penny Gordon Woods, una niña maltratada que ha sido abandonada por su madre y que sería adoptada por Willona.
Antes de que comenzara la grabación de la sexta temporada, CBS y los productores decidieron que debían hacer "algo drástico" para aumentar las audiencias. El entonces vicepresidente de programación de CBS, Steve Mills, dijo: "Habíamos perdido la esencia del programa. Sin guía paterna, el programa se derrumbó. Todo nos lo decía: nuestro correo, nuestras llamadas, nuestra investigación... Sentíamos que debíamos volver a los orígenes."
Los productores se dirigieron a Esther Roller con una oferta de aparecer como invitada en la serie. Al principio se mostó reacia, pero cuando los productores acordaron aceptar unas cuantas de sus demandas (incluyendo un aumento de sueldo y guiones de mejor calidad), aceptó volver a la serie de forma completa. Rolle también quería que los productores hicieran al personaje de J.J. más responsable, ya que pensaba que se trataba de un pobre modelo para los jóvenes afroamericanos. También pidió que los productores eliminaran el personaje de Carl Dixon. A Rolle no le gustaba la historia que rodeaba ese personaje, ya que pensaba que Florida nunca se habría ido a vivir con él tan poco tiempo después de la muerte de James, ni tampoco que pudiera abandonar a sus hijos. Rolle también pensó que los guionistas habían ignorado las devotas creencias cristianas de Florida haciéndole enamorarse y casarse con Carl, que era ateo.
En el estreno de la sexta temporada, Florida regresa de Arizona sin Carl para asistir a la boda de Thelma con el futbolista profesional Keith Anderson (Ben Powers), que se unió al reparto. En una escena eliminada de la segunda parte del episodio, cuando Florida regresa de Arizona, Willona la aparta y menciona a Carl, a lo que Florida sonríe tristemente y niega con la cabeza, diciendo de forma implícita que Carl ha muerto de cáncer. Florida solo mencionará a Carl una vez más cuando le habla a Michael de un libro que compraron juntos. A pesar de los cambios de la serie a petición de Esther Rolle y de su regreso, las audiencias no mejoraron, y CBS canceló la serie en la temporada 1978-1979.
En el episodio final, The End of the Rainbow, cada personaje tuvo su propio "final feliz". J.J. alcanza el éxito como dibujante de cómics con su nuevo personaje, DynoWoman, que estaba basada en Thelma (para sorpresa y orgullo de ella), y se muda a un apartamento con unas amigas. Michael va a la universidad y se va a vivir a un campus. La rodilla mala de Keith se cura gracias a sus ejercicios y su propia terapia física, y los Chicago Bears le ofrecen un contrato. Keith anuncia que Thelma y él se mudan a un apartamento de lujo en el distrito de Gold Coast de Chicago. Thelma también anuncia que esperan su primer hijo. Keith le ofrece a Florida que se muden con ellos para que pueda ayudar a Thelma con el nuevo bebé. Willona se convierte en la jefa de ventas de la boutique en que trabaja y anuncia que Penny y ella también se mudan. Willona entonces revela que su nuevo apartamento está en el mismo edificio que el de Keith, Thelma y Florida, por lo que una vez más volverán a ser vecinas.

## Reparto
- Florida Evans: Esther Rolle
- James Evans: John Amos
- Willona Woods: Ja'net Dubois
- James "J.J." Evans, Jr.: Jimmie Walker
- Michael Evans: Ralph Carter
- Thelma Evans Anderson: Bern Nadette Stanis
- Nathan Bookman: Johnny Brown
- Millicent "Penny" Gordon Woods: Janet Jackson
- Keith Anderson: Ben Powers

## Recepción
El programa se estrenó en febrero de 1974 y las altas audiencias hicieron que CBS lo renovara para la temporada 1974-1975, ya que fue el 17.º programa más visto del año, con más del 25% de los hogares viendo los episodios cada semana. Con el tiempo, estas mediciones fueron decayendo, en parte por sus numerosos cambios de horario y en parte por la partida de John Amos. Las mediciones se desplomaron sobre todo en las dos últimas temporadas:
- 1973-1974: Puesto 17 (14 166 800 hogares)[18]
- 1974-1975: Puesto 7 (17 673 000 households)[19]
- 1975-1976: Puesto 24 (14 616 000 households)[20]
- 1976-1977: Puesto 26 (14 596 000 households)[21]
- 1977-1978: Puesto 39[22]
- 1978-1979: Puesto 45[23]

## Premios y nominaciones
| Año  | Premio           | Categoría                                              | Receptor / obra                                                                                         | Resultado |
| ---- | ---------------- | ------------------------------------------------------ | --- | --------- |
| 1974 | Globos de Oro    | Mejor actor de reparto en serie, miniserie o telefilme | Jimmie Walker                                                                                           | Nominado  |
| 1975 | Globos de Oro    | Mejor actriz principal en comedia o musical            | Esther Rolle                                                                                            | Nominado  |
| 1975 | Globos de Oro    | Mejor actor de reparto en televisión                   | Jimmie Walker                                                                                           | Nominado  |
| 1975 | Premio Humanitas | Categoría de 30 minutos                                | John Baskin y Roger Shulman / episodio: "The Lunch Money Ripoff"                                        | Nominado  |
| 1975 | Premio Humanitas | Categoría de 30 minutos                                | Bob Peete / episodio: "My Girl Henrietta"                                                               | Nominado  |
| 2006 | Premios TV Land  | Premio al impacto                                      | John Amos, Ralph Carter, Ja'net DuBois, Esther Rolle (póstumamente), BernNadette Stanis y Jimmie Walker | Ganador   |

## Publicación en DVD
Sony Pictures Home Entertainment publicó la serie completa en DVD en la región 1 entre febrero de 2003 y agosto de 2006 temporada a temporada, y después todas las temporadas juntas el 28 de octubre de 2008. La temporada 1 se publicó en la región 4 en DVD el 27 de diciembre de 2006.
El 27 de agosto de 2013 se anunció que Mill Creek Entertainment había adquirido los derechos de varias series del catálogo de Sony Pictures, entre otras Good Times.
Desde entonces han publicado por separado las cuatro primeras temporadas en DVD, y el 1 de septiembre de 2015 republicaron la serie completa en DVD en la región 1.